# Derilissus altifrons
Derilissus altifrons är en fiskart som beskrevs av Smith-vaniz, 1971. Derilissus altifrons ingår i släktet Derilissus och familjen dubbelsugarfiskar. Inga underarter finns listade i Catalogue of Life.